# Musée national du Théâtre
Le Musée national du Théâtre (en espagnol : Museo Nacional del Teatro) est un musée situé à Almagro, dans la province de Ciudad Real, en Espagne.

## Description
Le musée, consacré à la promotion et à la préservation du théâtre espagnol, possède une vaste collection de dessins scéniques et de maquettes, de costumes et de dessins de costumes, de marionnettes, de dessins, de gravures, de peintures, de sculptures, de photographies, d'enregistrements musicaux, de programmes et de documents provenant de divers théâtres espagnols.

## Musée national
C'est l'un des musées nationaux (es) d'Espagne et il est rattaché à l'Instituto Nacional de las Artes Escénicas y de la Música (es).

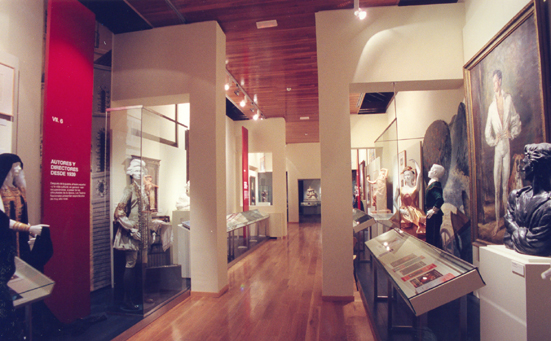
Salle d'exposition
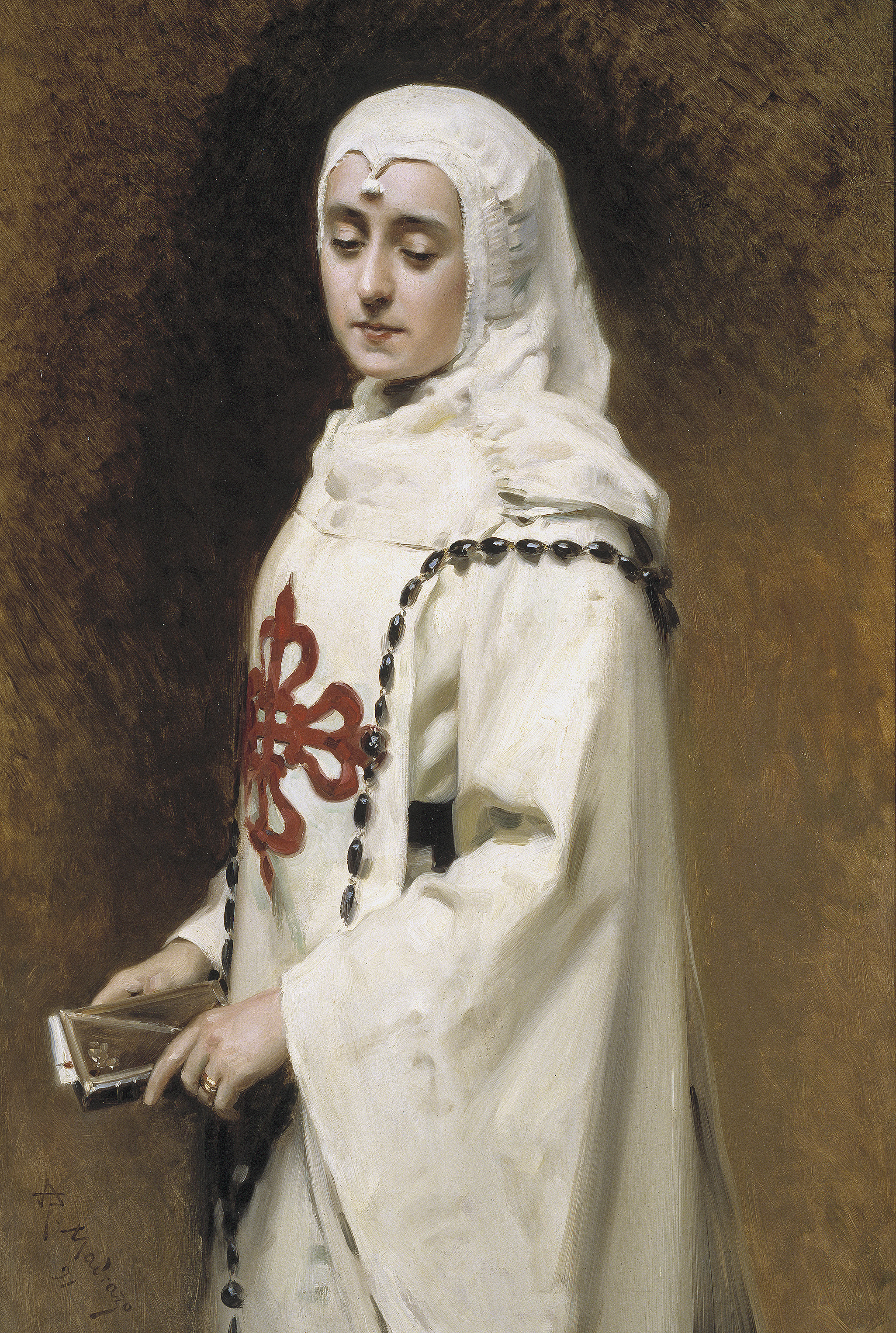
María Guerrero dans le rôle de Doña Inés dans Don Juan Tenorio, tableau de Raimundo de Madrazo y Garreta, 1891.
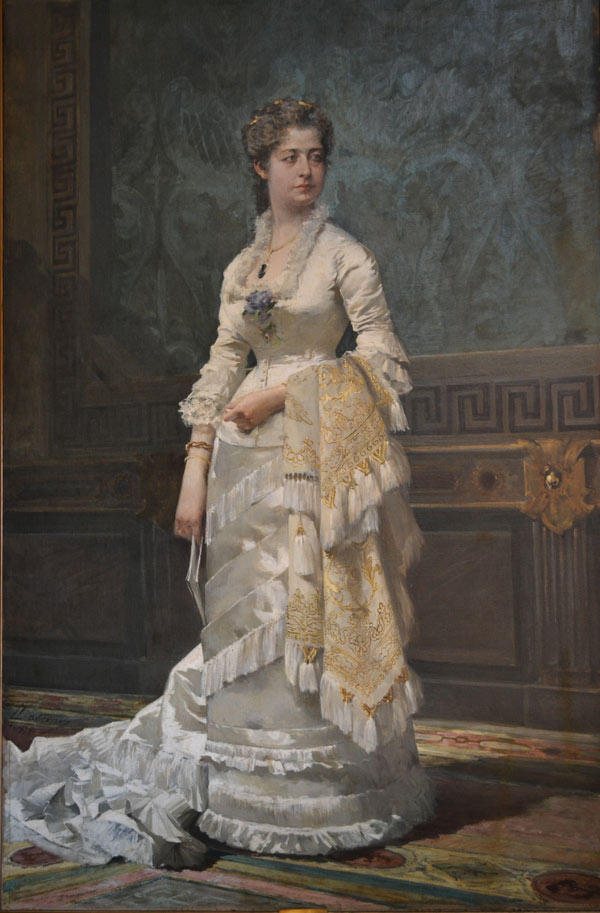
María Tubau dans le rôle de La Dame aux camélias, par Luis Taberner y Montalvo, 1878.